# Johann Friedrich Hennig (Unternehmer)
Johann Friedrich Hennig war ein deutscher Unternehmer. Er war Besitzer des Hammerwerks Carlsfeld und des dazugehörigen Fleckens Carlsfeld und der Weitersglashütte im sächsischen Erzgebirge. 

## Leben
Hennig war Erb-, Lehn- und Gerichtsherr auf Carlsfeld und zuvor Hammerherr auf Ober- und Unter-Morgenröthe. Das Hammerwerk Carlsfeld erwarb er am 12. Februar 1762 von seinem Vater Johann Benjamin Hennig. Aus Altersgründen verkaufte Hennig dem Hammerwerksbesitzer Heinrich Ludwig Hennig in Unterblauenthal 1791 für 20.000 Taler sein Hammerwerk Carlsfeld nebst dem Ort Carlsfeld, der Patronatsloge in der evangelischen Kirche und der zugehörigen Glashütte an der Früßbußer Straße.
Das Epitaph von ihm und seiner Ehefrau sind bis heute erhalten geblieben.